# Gardner (Kansas)
Pour les articles homonymes, voir Gardner.
La ville américaine de Gardner est située dans le comté de Johnson, dans le Kansas. Lors du recensement de 2010, sa population s’élevait à 19 123 habitants.

## Histoire
Gardner a été fondée en 1857, au point de séparation de la piste de la Californie et la piste de Santa Fe. Ayant été habitée d'abord par des émigrants du Massachusetts, il se peut que la ville ait été nommée en hommage à Henry Gardner, gouverneur du Massachusetts de l'époque.